# Третий вариант
Третий вариант — предложение о возможном развитии международных отношений Канады, сделанное в 1972 году министром иностранных дел Канады М. Шарпом. Предложение предполагало снизить зависимость Канады от США путём диверсификации двусторонних отношений.
Третий вариант был высказан как альтернатива первым двум:
- сохранению статус-кво, при котором внешняя политика Канады по сути следовала в кильватере США (это состояние в начале 1970-х оказалось трудно поддерживать из-за роста национализма в обеих странах, особенно из-за «никсоновского шока» 1971 года[2]);
- курсу на ещё более глубокую интеграцию с США.

Хотя стратегия никогда не была издана в виде «зелёной» или «белой» книги и не обсуждалась в парламенте, она на десятилетие определила политику Канады. Со сменой правительства (приходом в 1984 году к власти Б. Малруни) курс на внешнеполитическую независимость Канады был отброшен.
Начиная с 2016 года идеи возрождения третьего варианта стали высказываться вновь, как ответ на внешнюю политику США при президенте Д. Трампе.